# Les Petites Affiches
 (juin 2012).
Si vous disposez d'ouvrages ou d'articles de référence ou si vous connaissez des sites web de qualité traitant du thème abordé ici, merci de compléter l'article en donnant les références utiles à sa vérifiabilité et en les liant à la section « Notes et références ».
Les Petites Affiches (LPA) est un journal d'annonces légales français fondé en 1612.
Il publie les annonces légales pour les départements de Paris, des Hauts-de-Seine, de la Seine-Saint-Denis et du Val-de-Marne. Ce journal quotidien contient également une partie rédactionnelle relative à l'actualité juridique assurée par le groupe Lextenso. 

## Naissance desPetites Affiches
Théophraste Renaudot (1586-1653), médecin ordinaire du roi, arrive à Paris en 1612. La Chambre du Conseil, le procureur du roi et enfin un brevet royal accordent à Renaudot « et aux siens […] la permission et privilège, exclusivement à tous autres, de faire tenir bureaux et registres d'adresses de toutes les commoditez réciproques de ses sujets […] ». Ce privilège est confirmé par une déclaration du 31 mars 1628, ainsi qu'un arrêt solennel du Parlement le 9 août 1629, suivis d'un privilège en bonne et due forme. Théophraste Renaudot détient l'exclusivité de l'activité. Les Petites Affiches sont nées.
Il s'agit initialement de feuilles spéciales distribuées à domicile à parution trimestrielle.

## Histoire desPetites Affiches
Les bureaux d'adresses se multiplient sous l'autorité de leur maître général Théophraste Renaudot malgré quelques querelles quant à la propriété du journal. Louis XVI est ainsi amené à placer Les Petites Affiches sous séquestre durant un court laps de temps, Vergennes (1719-1787), secrétaire d'État des Affaires étrangères depuis 1774, en assurant la direction.
Sous le Consulat, Les Petites Affiches n'ont plus l'autorisation de publier les annonces légales que dans le seul département de la Seine. Les publications de chaque département deviennent donc indépendantes. Napoléon les exproprie finalement en 1811, et répartit les 24 actions des Petites Affiches, gardant 18 d'entre elles pour en céder six à Fouché, alors ministre de la Police.
À la chute de l'empereur, Fouché, dirigeant le gouvernement provisoire avec Talleyrand, rend le journal à ses propriétaires initiaux. Le journal survit ainsi à l'expropriation et à l'empereur.

## LeJournal Général d'Affiches
Connu sous le nom de Petites Affiches, cet organe de presse porte après l'Empire le titre complet de Journal général d'affiches, annonces judiciaires légales et avis divers. Il est publié de 1814 à 1892 et en 1853, fait à nouveau remonter son origine à l'année 1612. La mention de Petites Affiches y occupe à nouveau une place typographique croissante et sous ce dernier titre, il fait aujourd'hui l'objet d'une parution quotidienne. 
De 1863 à 1880, le Journal Général d'Affiches a pour sous-directeur puis directeur à Paris, Dominique Eugène Lambert (1827-1902), époux de Céleste Clémence Amiel (1840-1880), qui est une nièce du peintre Louis-Félix Amiel.

## La Loi
Dans l'intervalle, la société du journal La Loi est constituée en 1880 par des professionnels du droit (huissiers, avoués, avocats, un agent diplomatique et le gérant du Bulletin des actionnaires. Son premier gérant est un jurisconsulte, Albert Charmolu. Son siège est situé au 12, cité de Trévise à Paris. Société anonyme, elle a pour objet l'exploitation de deux journaux: La Loi pour tous et le Bulletin de la loi pour tous un relevé des annonces judiciaires et légales.
Le premier numéro du journal La Loi est publié le 1er décembre 1880, et sort du lundi au vendredi.
Après des décennies au 60, quai des Orfèvres sur l'île de la Cité, la société retrouve son quartier d'origine en 2003, au 33, rue des Jeûneurs à Paris près de la Bourse.
En 2009, la société s'agrandit et est rejointe par le journal Les Affiches Versaillaises, journal d'annonces légales habilité dans les départements des Yvelines et de l'Essonne, ainsi qu'OPLEC, une agence de publicité légale.
Aujourd'hui, le journal La Loi est toujours immatriculée au registre du commerce et des sociétés de Paris sous le no 572.098.507. Il est membre du syndicat national de la presse judiciaire et de la fédération de la presse périodique régionale. Il fait partie du groupe de presse Les Petites Affiches depuis le milieu des années 1950. Elle assure l'exploitation du journal, habilité par arrêté préfectoral à publier les annonces légales et judiciaires dans quatre départements (les Yvelines, les Hauts-de-Seine, la Seine-Saint-Denis et le Val-de-Marne). Le service annonces prend en charge aussi la publication des annonces légales également sur toute la France ainsi que les avis au bulletin des annonces légales obligatoires et au bulletin officiel des annonces civiles et commerciales.